# Sumberbendo (Pare)
Sumberbendo is een bestuurslaag in het regentschap Kediri van de provincie Oost-Java, Indonesië. Sumberbendo telt 4635 inwoners (volkstelling 2010).